# Dorte Mandrup
Dorte Mandrup (Aarhus, 1961) is een Deense architect. 

## Biografie
In 1991 behaalde Mandrup haar diploma en verhuisde naar de VS om beeldhouwen te studeren. In 1999 richtte ze haar eigen architectenbureau op.
In 2017 schreef ze een opiniestuk waarin ze de genderproblemen binnen de architectuurwereld besprak.

## Oeuvre (selectie)
- Hangar H in Holmen
- Watertoren in Jaegersborg (2005)
- Prismen in Holmbladsgade (2006), multifunctionele zaal
- Ama'r Children's Culture House in Kopenhagen (2014)
- Ikea hub in Malmö (2015)
- Sallingtårnet in Aarhus (2015)
- Waddenzeecentrum in Ribe (2017)[2]
- The Whale op Andøya (nog te realiseren)[3]
- Icefiord Centre in Ilulissat (nog te realiseren)

## Prijzen (selectie)
- 2003 - Dreyer Honorary Award
- 2007 - Nykredit Architecture Prize
- 2019 - Berlin Art Prize Architecture[4]

## Afbeeldingen

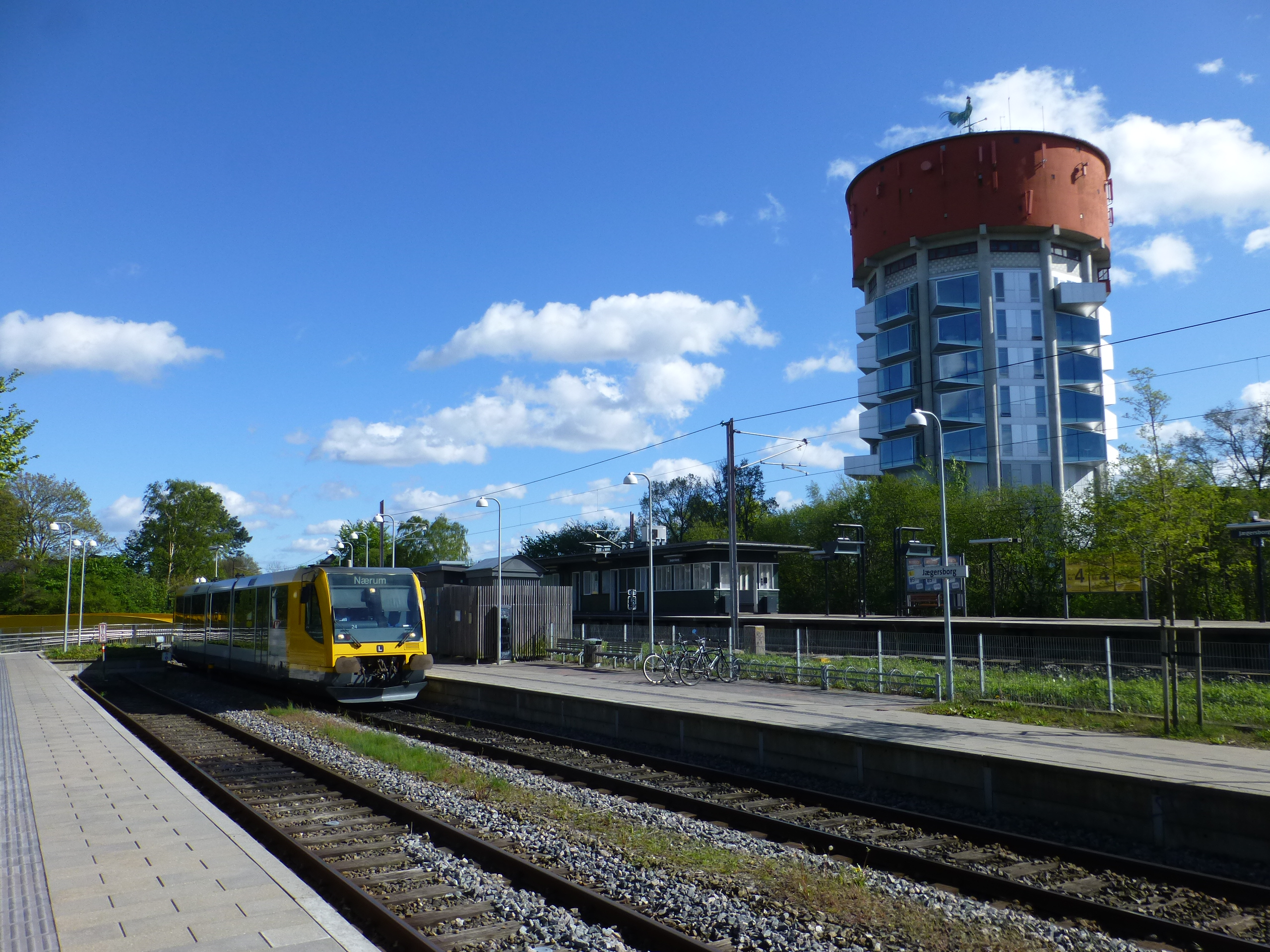
Watertoren in Gentofte
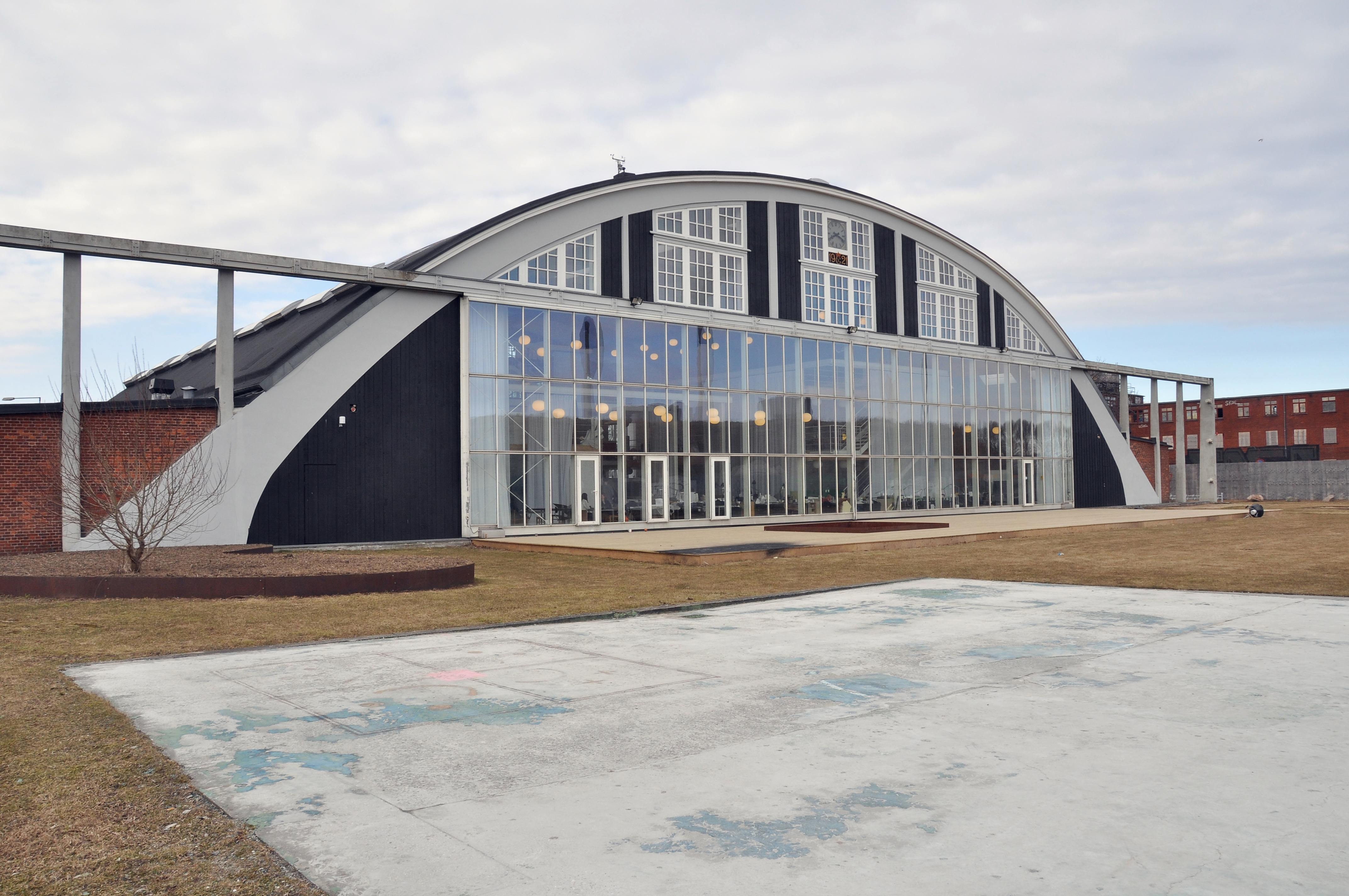
Hangar H in Holmen
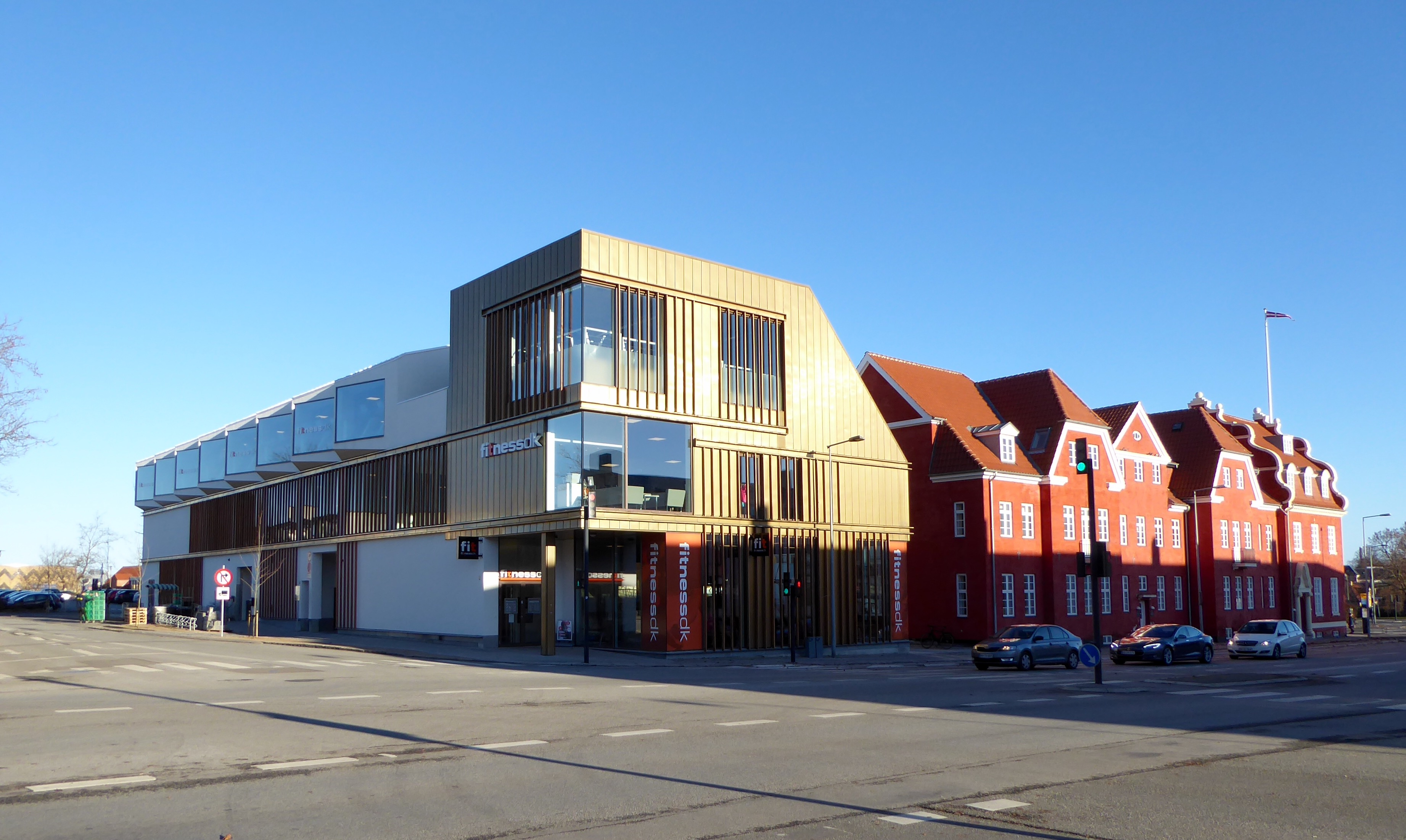
Gebouw in Hørsholm
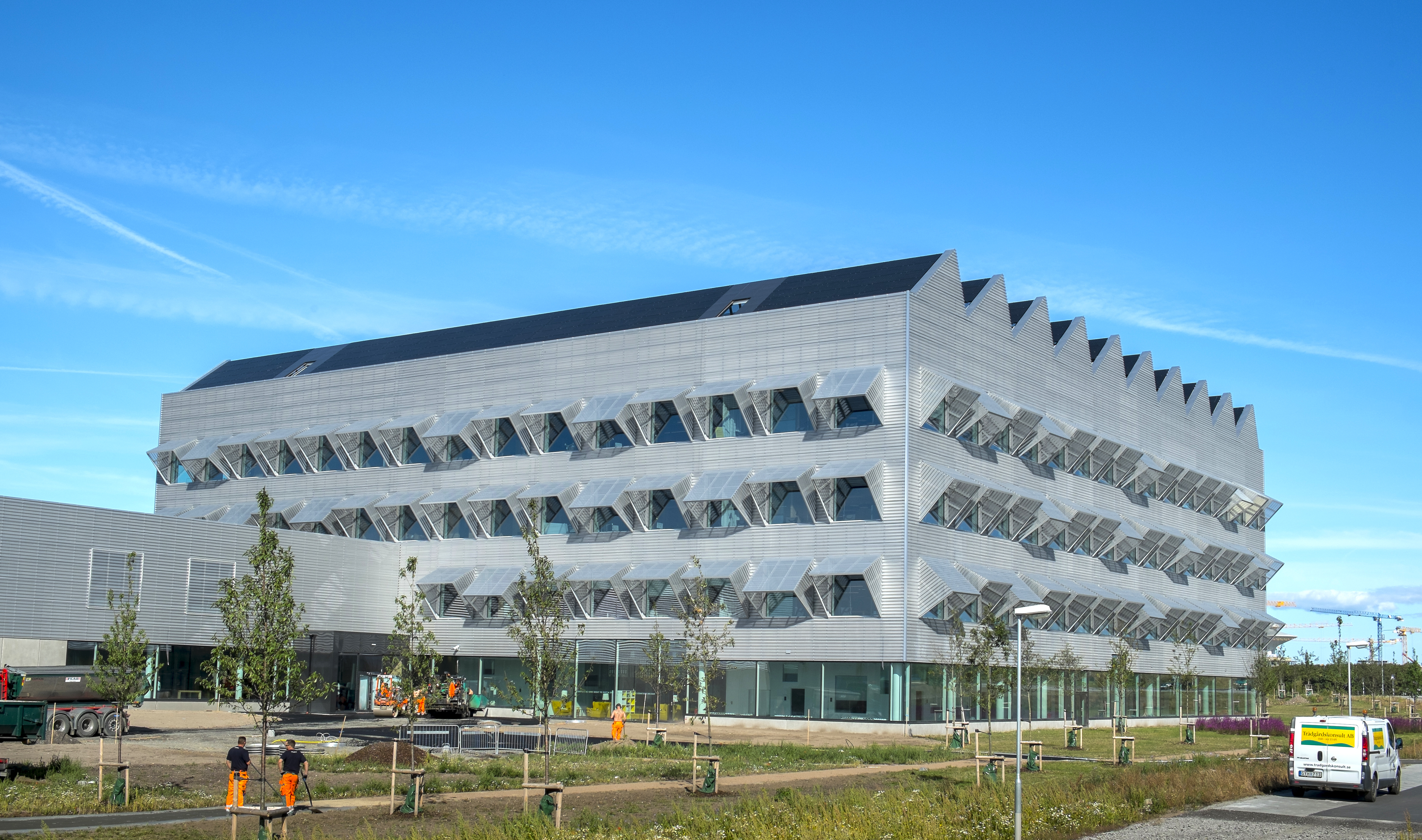
Ikea in Malmö
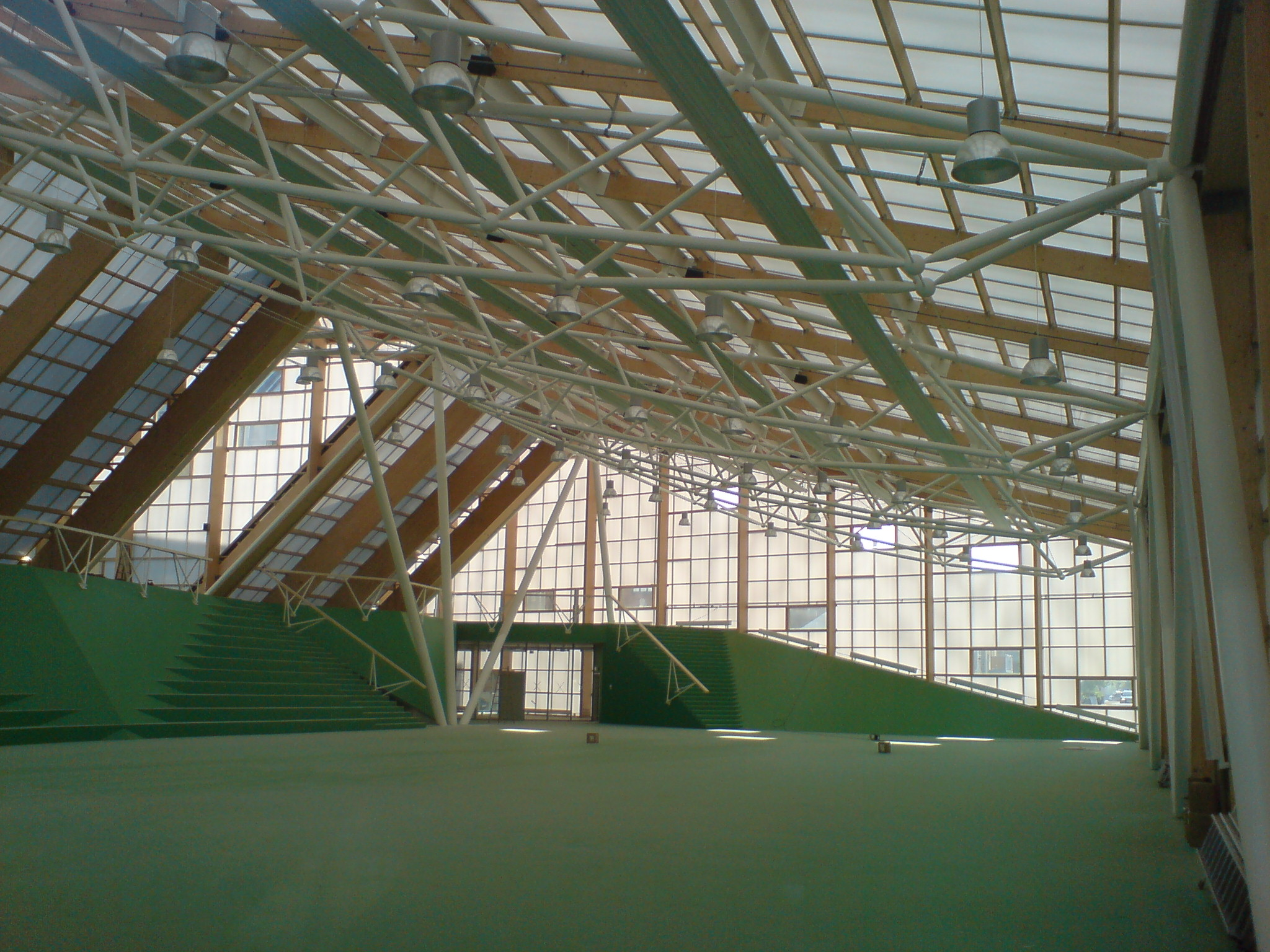
Prismen in Holmbladsgade
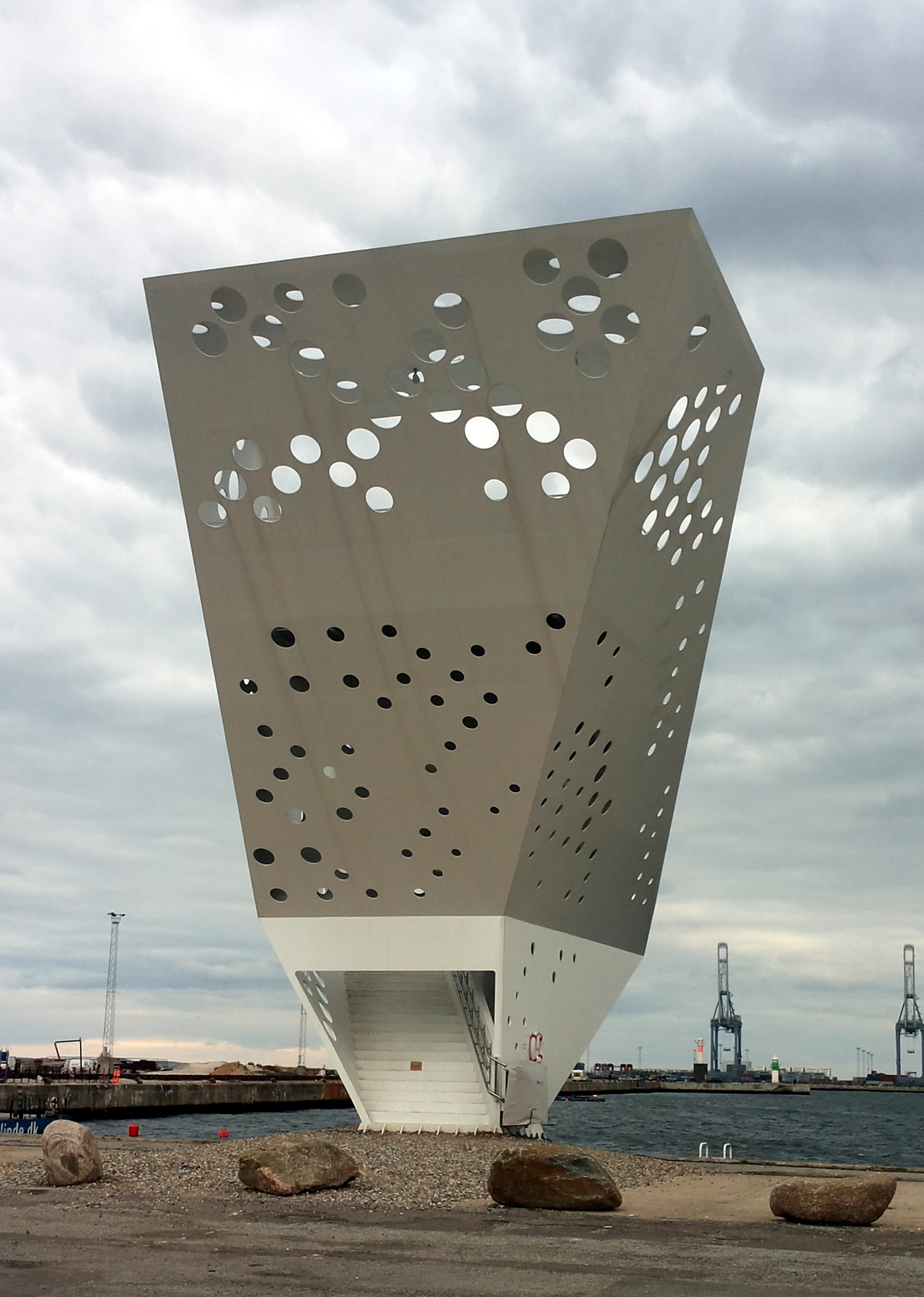
Sallingtårnet in Aarhus
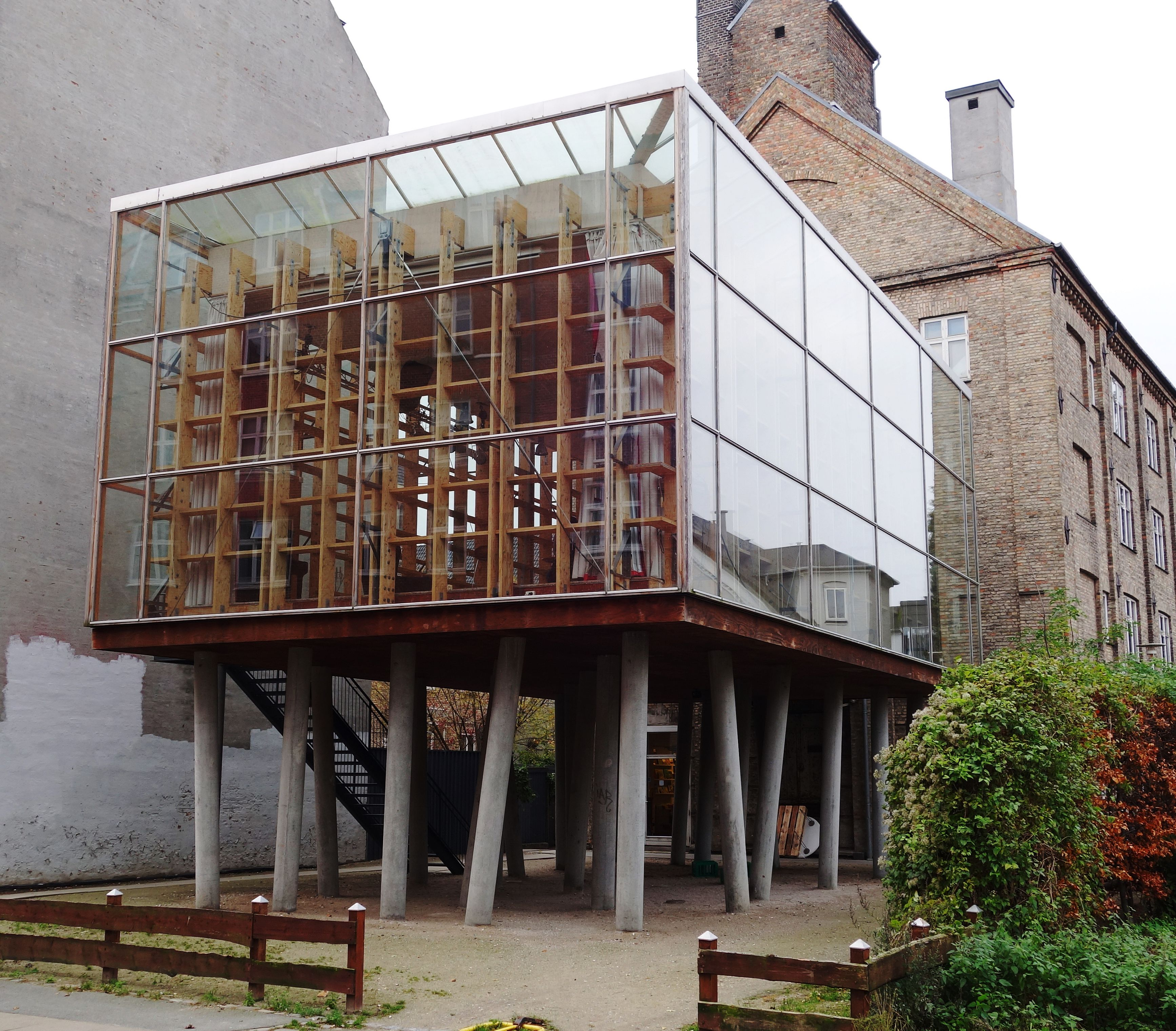
Buurtcentrum in Kopenhagen